# Goudbandmineermot
De goudbandmineermot (Stigmella aurella) is een vlinder uit de familie dwergmineermotten (Nepticulidae). De wetenschappelijke naam werd gepubliceerd in 1775 door Fabricius.

## Kenmerken
De spanwijdte van de goudbandmineermot betreft 6–7 mm. 

## Waardplanten
De larven voeden zich met gewone agrimonie (Agrimonia eupatoria), welriekende agrimonie (Agrimonia procera), Aremonia agrimonoides, grote bosaardbei (Fragaria moschata), bosaardbei (Fragaria vesca), heuvelaardbei (Fragaria viridis), knikkend nagelkruid (Geum rivale), geel nagelkruid (Geum urbanum), dauwbraam (Rubus caesius), heggendauwbraam (Rubus dumetorum), gewone braam (Rubus fruticosus), framboos (Rubus idaeus), geplooide stokbraam (Rubus plicatus), steenbraam (Rubus saxatilis) en koebraam (Rubus ulmifolius).

## Mijn
De larven mineren de bladeren van hun waardplant. De mijn bestaat uit een gang die aan het einde niet breder wordt.

## Verspreiding
De soort komt voor in Europa.